# Bonaventura Badoer da Peraga
Bonaventura Badoer da Peraga, OESA (Pádua, 22 de junho de 1332 – Roma, 10 de junho de 1389) foi um religioso agostiniano italiano, prior-geral e primeiro cardeal de sua ordem. Foi assassinado e é venerado como beato.

## Biografia
Bonaventura nasceu em uma família nobre. A forma veneziana de seu sobrenome é Badoer, mas seu sobrenome também consta como Badoario, Baduarius, Baduario e mesmo Baduaro. Ele foi chamado de Cardeal de Pádua. Acrescentou "de Peraga" por ser descendente de Marino Badoer e Balzanella Peraga, último herdeiro de uma importante família nobre de Pádua.
Ingressou na Ordem dos Eremitas de Santo Agostinho, ainda muito jovem, no convento dos SS. Filipe e Tiago de Pádua. Em 1358, seu superior frei Gregorio Da Rimini permitiu-lhe frequentar a Universidade Sorbonne, em Paris. Magister em teologia. Professor da Universidade de Paris. Com outros nove magister, recebeu do Papa Inocêncio VI a incumbência de redigir os estatutos da nova faculdade de Teologia da Universidade de Bolonha. Eleito prior geral de sua ordem em Verona em 17 de maio de 1377 até 1378. Núncio do Papa Gregório XI perante o rei Luís da Hungria, diante do preocupante avanço do Sultão Murad I nos Balcãs.
Badoer foi criado cardeal-presbítero de Santa Cecília no consistório de 18 de setembro de 1378. Foi o primeiro cardeal agostiniano. Em 1º de junho de 1381, ele subscreveu uma bula do Papa Urbano VI. Ele foi o autor de inúmeras obras, comentários bíblicos, vidas de santos, sermões e a oração fúnebre de Petrarca em 1369; ele se correspondeu com Catarina de Siena, futura santa.
O cardeal foi assassinado, atingido por uma flecha, provavelmente por ordem do tirano de Pádua, Francesco I da Carrara, ao cruzar a ponte do Castelo Sant'Angelo para entrar no Vaticano. Sepultado na igreja de S. Trifone; posteriormente, os seus restos mortais foram transferidos para a capela de S. Nicola de Tolentino na igreja de S. Agostinho. Ele é considerado por muitos um mártir da liberdade da Igreja.
Pelo seu estilo de vida e pelo seu empenho na defesa da Igreja Católica durante o Cisma Ocidental, Bonaventura Badoer da Peraga é considerado beato no martirológio agostiniano e desde 1988 está incluído entre os santos da Diocese de Pádua. Segundo o historiador Perini, Badoer Peraga foi considerado beato desde 1440. No ano jubilar de 1450 foi pintado por Beato Angelico na capela papal privada (Capela Nicolina) juntamente com histórias de santos diáconos, mártires da Igreja.

## Ligações Externas
- «Bonaventura Cardinal Badoaro de Peraga, O.E.S.A.» (em inglês). Catholic Hierarchy
- «Peraga, Boaventura De» (em inglês). The Cyclopedia of Biblical, Theological, and Ecclesiastical Literature
- «B. Bonaventura Baduario-Peraga – Roma 1912» (em italiano). P. David Perini O.S.A
- «BADOER, Bonaventura» (em italiano). Dizionario biografico degli italiani
- «Bonaventura de Peraga OESA» (em alemão). Universität Regensburg